# Науса (Иматия)
На́уса (греч. Νάουσα), официально героический город Науса (Ηρωική Πόλη της Νάουσας), город в Греции. Находится на высоте 361 метр над уровнем моря, у подножия гор Вермион в 22 километрах к северу от города Верия, в 74 километрах к западу от Салоник и в 327 километрах к северо-западу от Афин. Административный центр одноимённой общины в западной части периферийной единицы Иматия в периферии Центральная Македония. Население 18 882 жителя по переписи 2011 года. С 1955 года королевским указом провозглашён героическим городом, за свой вклад в Освободительную войну Греции 1821—1829 гг. и жертвы, понесённые в ней.

## География

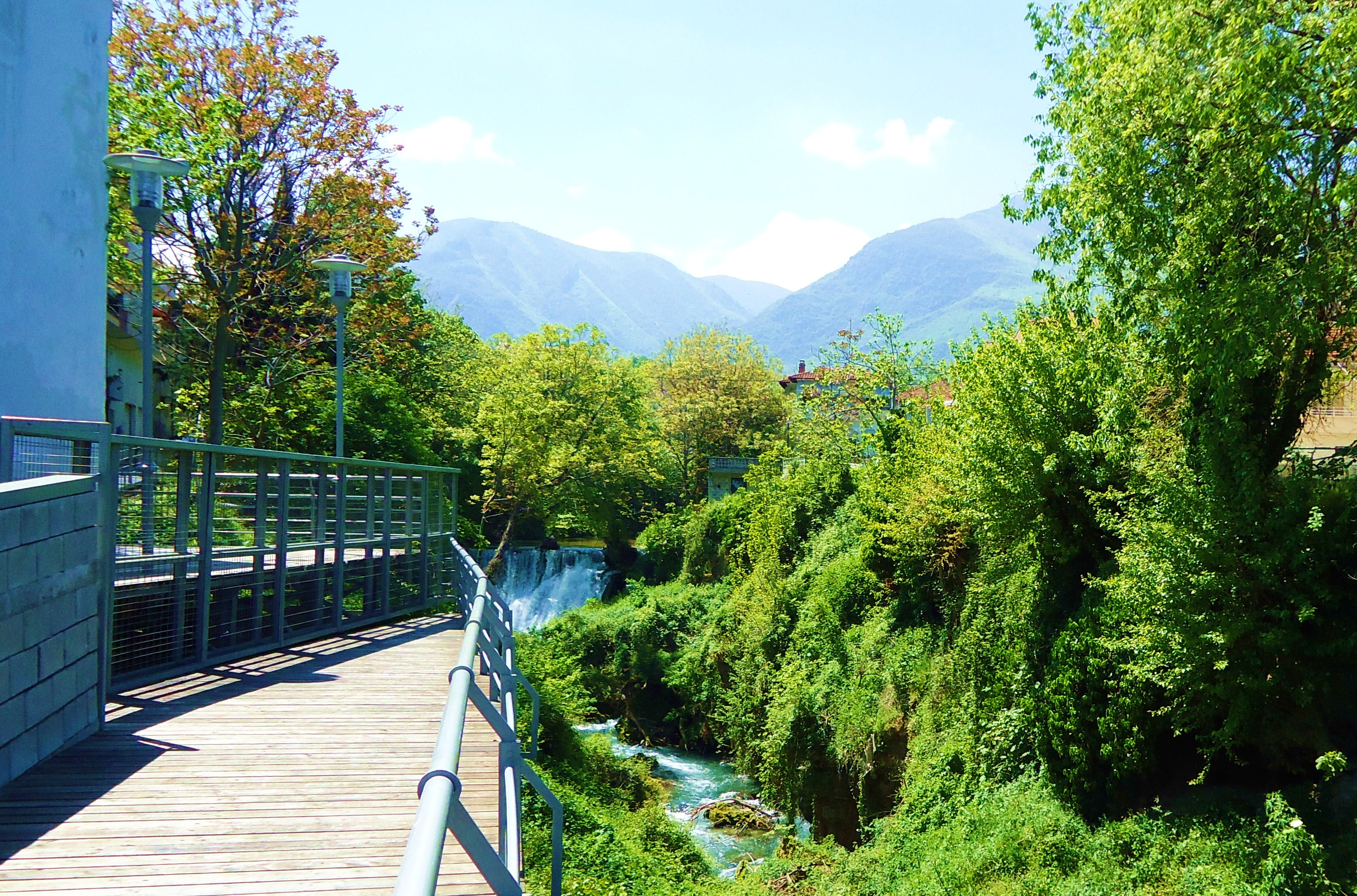
Речка Арапица, разделяющая Наусу

Науса построена на восточном склоне горы Вермион, на средней высоте 330 м над уровнем моря. Климат континентально-средиземноморский. Находится в 90 км западнее Салоники, в 22 км севернее города Верия и в 32 км южнее города Эдеса.
Рельеф региона изрезанный, склоны лесисты, богатые источники вод образуют маленькие и большие водопады.
Роща Святого Николая, с вековыми платанами и источниками реки Арапица, которая делит город на 2 части, используется туристически, но с уважением к среде, что гарантировано включением её в программу LIFE Европейского союза.
Община (дим) Науса была образована в 1912 году, сразу после освобождения города от османов и включила в себя соседние сообщества по плану «Каподистрия» в 1997 году. По программе Калликратиса в 2011 году в общину Науса вошли общины Антемия и Иринуполи.

## История
Регион имеет многовековую историю. У города расположены развалины знаменитой школы Аристотеля, в которой в молодости учился этике, политике и философии Александр Македонский.

### Миеза

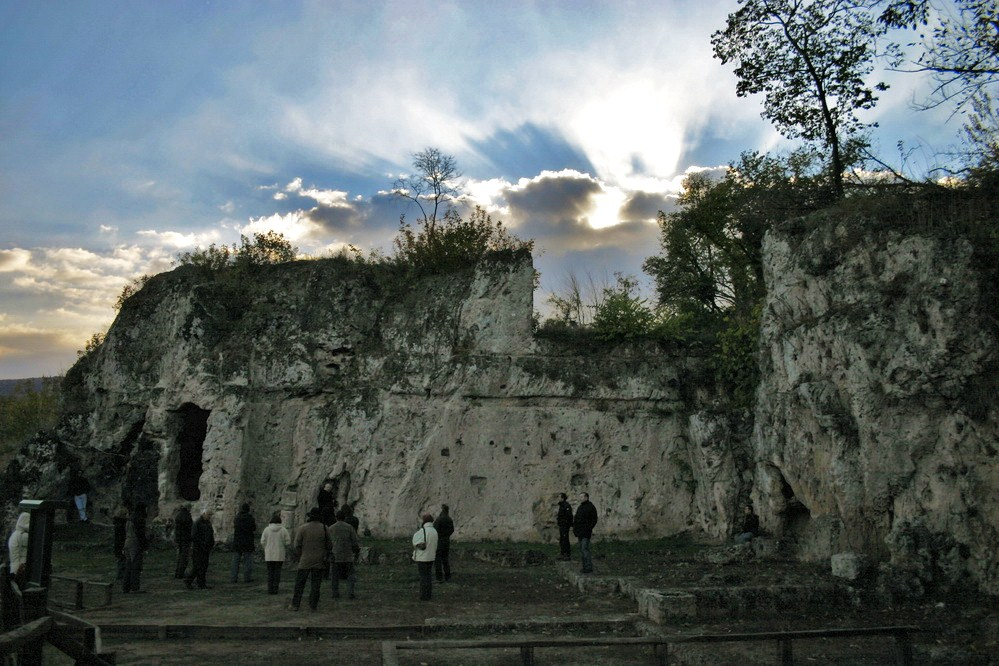
Школа Аристотеля

Первыми жителями письменные источники упоминают фракийское племя вригов, более известных как фриги (Φρύγες), которые обосновались во всей Иматии около 1200 года до н. э. Позже вриги были изгнаны македонскими племенами. Находки раскопок соседних общин и в долине Наусы показывают, что здесь находился значительный город под именем Миеза или Меза, как он именуется в надписи в Дельфах. Хотя археологическая площадка была обнаружена в XIX веке, систематические раскопки начались только в 1950 году. Были обнаружены селения конца бронзового века, но большинство сохранившихся памятников принадлежат эллинистической эпохе. Самые значительные из них:
- Школа Аристотеля в Нимфеоне (Νυμφαίον— святилище нимф) Миезы. Первые находки относятся к железному веку, но после середины IV века до н. э. местность становится школой и здесь Аристотель преподавал молодому Александру философию, этику, искусства и математику. Между двумя естественными пещерами была вырублена скала, добавлена колоннада ионического ордера и, таким образом, был образован портик образующий букву Г.
- древний театр Миезы — эллинистической эпохи, II век до н. э., был обнаружен в 1992 году, вместимость около 1500—2000 зрителей. Раскопки продолжаются возле театра на агоре Миезы.
- большое македонское захоронение именуемое Божий суд (Κρίσεως) (начало III века до н. э.), монументальное 2-камерное македонское захоронение с 2-этажным фронтоном и 4 росписями сцен суда покойного в царстве Аида. Вероятно это захоронение Певкеста, полководца Александра Великого из Миезы.
- македонское захоронение Лисона (Λύσωνος) и Каликлеуса (Καλλικλέους), около 200 года до н. э., маленькое 2-камерное македонское захоронение, с простым фронтоном и многоцветными росписями, содержит останки и пепел представителей 4 поколений высокой военной иерархии и получило имя двух из покойных.
- македонское захоронение Антемия (Ανθεμίων) III века до н. э., 2-камерное македонское захоронение.
- македонское захоронение Кинча (около 310—290 годов до н. э.), маленькое 2-камерное македонское захоронение с простым фронтоном. Внутренние росписи не сохранились. Получило своё имя от датского археолога Кинча, который раскопал его в конце XIX века.

В 168 году до н. э., после битвы при Пидне, Македония и регион перешли под контроль римлян. Римляне основали здесь колонию Нова-Августа (лат. Nova Augusta), которая через Ниагуста → Ниауста → Ниауса стала сегодняшней Науса, однако с конца римского периода и до конца XIV века — начала XV века город практически обезлюдел и вновь был заселён в конце византийского — начале османского периодов.

### Средневековье и Ранее Новое время. Возникновение современного города.
История сегодняшней Науса насчитывает всего 600 лет, построен между завоеванием Верии и Константинополя турками.
Согласно местным преданиям и косвенным историческим свидетельствам, Науса была образована в конце XIV — начале XV веков.
По всей видимости, жители до-османской Наусы не стали оказывать сопротивление османам и укрылись в окружающих лесах, в отличие от жителей города Верия, которые в 1389 году под руководством иеромонаха Серафима 8 месяцев обороняли свой город. Предание гласит, что современный город был снова заселён 20 лет до взятия турками Константинополя в 1453 году, те около 1430 года, что вероятно соответствует действительности, поскольку совпадает и с повторным заселением Фессалоники.
Как основателя новой Наусы можно считать османского правителя Паша-Лянис, который предоставил христианскому населению значительные экономические привилегии.
После окончательного завоевания Македонии (Верия в 1448-49 гг.) османами регион перешёл в руки перешедшего в ислам малоазийца Хаджи Гази Эвренос-бея, одного из самых активных полководцев султана Мурада I, которому турецкая традиция приписывает завоевание почти всех значительных городов Македонии. Греческое население региона получает с самого начала значительные привилегии, благодаря вмешательству валиде ханум (султанше) Мары Бранкович, дочери сербского правителя Георгия Бранковича и супруги Мурада II. Науса с самого начала — христианский город, где кроме кади (судьи) и воеводы не было других османов, с правами самоуправления, со своей охраной-гарнизоном, с значительными налоговыми привилегиями, которые позволили быструю концентрацию населения, развитие мануфактуры, рукоделия, оружейного дела, ювелирного дела, ткачества и др. Уже с XVII века это городской центр, с примерно 1 тыс. домов и с экономическим влиянием в центральной Македонии и шире, в силу своего географического положения. Эвлия Челеби посетивший город в XVII веке писал, что он населён в основном греками.
До начала XVIII века мало что известно о городе. Первая значительная информация говорит о восстании 1705 года, когда турецкий чиновник объявился в городе с целью набора мальчиков в янычары. Жители Наусы отказались отдать своих детей, убили чиновника и 2 его сопровождающих и во главе с клефтом Зисис Карадимос и его двумя сыновьями 100 наусцев встали под знамя восстания. Отряду в 800 турок удалось окружить повстанцев и в бою убить Карадимоса, его сыновья были пленены и приговорены к смерти. Несмотря на поражение восстания, оно послужило причиной тому что набор в янычары в Греции прекратился.
Этот эпизод не помешал Наусе развиваться быстрыми темпами, за один век её население удвоилось и она обрела известность, благодаря своим винам и образованию. В XVIII веке известна работа наусца учёного и богослова Анастасиу Михаила (Αναστασίου Μιχαήλ). Греческая школа-академия Наусы была создана в середине XVIII века, первыми её директорами были Параскевас Амфилохиос, а затем Анастасиос Кампитис.
Науса, с её цветущей экономикой и населением в 4 тыс. человек вызвала интерес Али-паши Тепеленского, который безуспешными осадами и интригами пытался присоединить её к своим владениям в период 1795—1798 гг.
В конечном итоге Али и наусцы согласовали автономное управление города кланом Зафиракиса, под эгидой Али-паши, что дало возможность городу избегать грабительских албанских набегов.
В 1804 году клефт Василис Ромфеис со своим адъютантом Анастасиосом Каратассосом выступили против Али, но после 5 месяцев борьбы были вынуждены оставить город, который вновь перешёл в руки Али-паши до 1812 года, когда Али оставил город по приказу султана.

Памятник участникам восстания в Наусе

В феврале 1822 года Науса, несмотря на своё благополучие, приняла участие в Греческой революции, но восстание было жестоко подавлено. Вокруг Наусы заняли позиции военачальники Каратасос, Гацос и другие. Несмотря на временные успехи повстанцев турки сжимали кольцо вокруг города и 12-13 апреля 1822 года туркам удалось ворваться в город и разрушить его, истребляя и порабощая его население. Разрушение Наусы положило конец Греческой революции в Македонии, но многие жители города и окрестных сёл продолжили своё участие в Освободительной войне в Южной Греции.
Только в 1849 году будет вновь разрешена хоть какая-то форма самоуправления с выбором старейшины. С 1868 года старейшинам было разрешено становится мэрами города, и этот титул в последующие годы будет постоянно находится в руках христиан. Мэр мог принимать самостоятельные решения и имел вооружённую охрану.
Несмотря на разрушение, Наусе удаётся вновь подняться на ноги и в конце XIX века у неё значительная промышленность, особенно текстильная, с продукцией известной и в других европейских странах. В последние годы османского господства в Наусу приходит торговый и промышленный расцвет, развитие начнётся в основном с реформами в Османской империи в период Танзимата. Кроме всего прочего религиозные меньшинства приобретут равные права с мусульманами, и равенство придаст большую уверенность в вопросах собственности. Около 20 семей стали столпами экономического развития. В 1874 году была создана текстильная фабрика «Лонгос-Кирцис-Турпалис» (Λόγγου-Κίρτση-Τουρπάλη), возможно первая фабрика на Балканах в полном современном значении этого слова. Промышленники воспользовались падением международных цен на хлопок, дешёвой гидро-энергией и дешёвой рабочей силой и таким образом смогли удовлетворительно конкурировать с импортным текстилем. До начала XX века были построены и другие текстильные фабрики.

### XX век
Во время борьбы за Македонию 1904—1908 гг., Науса стала значительным центром сопротивления против болгарских чет и греческие партизанские отряды поддерживались из города.
Борьба за Македонию была прелюдией победоносных для Греции Балканских войн 1912—1913 гг. Науса была освобождена от турок 5-й дивизией греческой армии 17 октября 1912 года.
К своему освобождению Науса была уже промышленным городом с населением в 9-12 тыс. человек, из которых 20 процентов были рабочими. В 1912 году в городе были 3 текстильные фабрики с 14 тыс. ткацких станков, ещё 3 фабрики с 26 тыс. станков в городах Салоники и Эдесса принадлежали наусцам. Таким образом наусцы владели 6 из 10 фабрик Македонии, в которой в свою очередь находилось половина фабрик Османской империи. В том же году в городе было 3 больших и десятки маленьких мельниц, 3 деревобрабатывающих заводов и заводы по обработке шерсти и шёлка.
Экономическое развитие продолжилось и после включения города в состав греческого государства. Были созданы новые промышленные единицы, внешняя торговля совершила рывок. Население города значительно увеличится после малоазийской катастрофы и Лозаннских соглашений 1923 года, когда в городе поселилось значительное число беженцев из Турции.
В годы германо-итало-болгарской оккупации Греции во время Второй мировой войны, наусцы активно участвовали в сопротивлении. Этому способствовали и довоенная организация её рабочих подпольной Коммунистической партии Греции, и горные массивы вокруг Наусы, которые позволяли организовать партизанские отряды. Так в окрестных горах Народно-освободительная армия Греции (ЭЛАС) установила свой штаб и центр приёма мобилизованных.
Девятого сентября 1944 года 16-й полк ЭЛАС освободил Наусу от оккупантов. В последовавшей затем гражданской войне город часто подвергался атакам коммунистических партизан Демократической армии Греции: в августе 1946 года город подвергся атаке больших партизанских сил с 3 сторон, в октябре того же года город снова подвергся атаке. Большая часть Наусы, которая насчитывала 12 тысяч жителей, сгорела.
В середине января 1949 года в течение 3 дней город был занят партизанами и вновь горел; многие зажиточные жители и мэр был расстреляны.
В июне 1949 года Науса подверглась ещё одной атаке партизан.
По окончании гражданской войны город возродился. Продолжая свои традиции в производстве текстильных и шерстяных изделий, он стал и сельскохозяйственным центром с появлением в регионе новых динамичных культур и продолжает быть одним из основных винодельческих центров страны.

## Экономика и туризм
Регион вокруг Наусы славится своим винным производством. Производятся в основном марочные вина высшего качества (одноимённое «Науса» — красное вино, всемирно известное с множеством наград в стране и за рубежом). К тому же это были первые в Греции вина вышедшие на рынок бутилированными. В Наусе также выращиваются одни из лучших сортов персиков, яблок и черешни пользующихся спросом в стране и на международных рынках.
Одновременно создание горно-лыжного центра «3-5 Колодцев» (3-5 Πηγάδια) всего 18 км от центра города и на высоте 1400—2050 м, который считается одним из лучших в стране, сделало Наусу центром зимнего туризма.

## Общинное сообщество Науса
Община Науса создана в 1918 году (ΦΕΚ 98Α). В общинное сообщество Науса входят шесть населённых пунктов. Население 19 268 жителей по переписи 2011 года. Площадь 221,628 квадратного километра.
| Населённый пункт | Население (2011), человек |
| ---------------- | ------------------------- |
| Айос-Николаос    | 213                       |
| Ано-Сели         | 43                        |
| Науса            | 18 882                    |
| Пигадия          | 0                         |
| Подакинея        | 45                        |
| Статмос          | 85                        |

## Население
| Год  | Население, человек |
| ---- | ------------------ |
| 1991 | 20 144             |
| 2001 | 19 902             |
| 2011 | ↘ 18 882           |

## Достопримечательности

Городские часы

- В Наусе нет церквей старее 1822 года — год, когда он был разрушен турками. Храмы Св. Георгия и Богородицы ведут отсчёт с XIX века.
- По подобным причинам в городе осталось мало образцов архитектуры 16—18 веков.
- Символом города стала Башня курантов, построенная в 1895 году на деньги промышленника Кирцоса. Она достигает высоты 25 м. Заводной механизм с постройки не менялся.
- Новым символом города претендует быть 11-метровый обелиск, построенный в 2002 году.

## Музеи
- Исторический и этнографический музей.
- Музей вина и виноградника, расположен в доме И. Бутариса, основателя одноимённой винной фирмы (Μπουτάρη Οινοποιητική Α.Ε),.в традиционном неоклассическом здании постройки 1908 года, которое было первым винным заводом города.
- Понтийский клуб, где хранится библиотека, церковная утварь и другие экспонаты, вывезенные беженцами из Аргирополя Понта (Гюмюшхане).

## Известные уроженцы
- Михаил, Анастасиос — греческий учёный XVII века, член Брандебургской академии

## Города побратимы
- Франция, Фаш-Тюмениль (1992)
- Греция, Науса, остров Парос (1993)
- Польша, Згожелец (1998)
- Черногория, Подгорица
- Болгария, Асеновград